# Hessam Abrishami

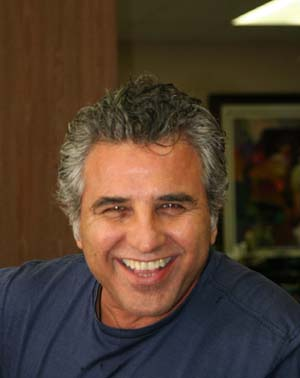
Hessam Abrishami

Hessam Abrishami (persisch حسام ابریشمی anhörenⓘ; * 1951 in Schiras) ist ein iranischer Kunstmaler und Bildhauer, der heute in Kalifornien lebt. Als Künstler tritt er häufig unter seinem Vornamen Hessam auf. Seine Werke verbinden „Schwingende Farben, dynamische Gestaltung und kraftvolle Ausdrucksweise“ mit „Phantasie und geschickter Kunstfertigkeit“. Er liefert „Arbeiten von erstaunlicher Tiefe und Größe“, „die den Betrachter zugleich faszinieren und beschäftigen.“

## Leben
Im Alter von 16 Jahren wurde Hessam von seinem Lehrer ermutigt, Malerei und Zeichnung zu studieren. Schon im Jahr 1970 gewann er den ersten Preis im Wettbewerb „Irans National Painting Competition“. 1973 erhielt Hessam sein Diplom für Architektur am Namazi Institute in Schiras. 1975 zog er nach Italien um und studierte an der Akademie der schönen Künste „Pietro Vannuci“ in Perugia. Dort schloss er 1979 das Studium mit dem „Master of Fine Arts“ ab. Hessam ging für fünf Jahre zurück in den Iran und publizierte dort ein Buch mit Zeichnungen. 1983 kehrte er wegen der politischen und religiösen Verhältnisse zunächst nach Italien zurück und emigrierte schließlich in die USA. Er arbeitet und lebt bis heute in Los Angeles, Kalifornien.

## Wirken und Wirkung
Hessams Bilder sind weltweit nachgefragt. Er hatte weit über einhundert Einzelausstellungen in den USA, beteiligte sich zudem dort an zahlreichen Gruppenausstellungen. Seine Kunst wird ebenfalls in Europa und in Asien hoch geschätzt. Er ist in mehreren Museen mit seinen Gemälden präsent.